# Écublens (Fribourg)
Pour les articles homonymes, voir Écublens.
Écublens (Ekubyin  en patois fribourgeois) est ancienne une commune suisse et actuellement une localité de Rue, située dans le canton de Fribourg, dans le district de la Glâne.

## Géographie
Selon l’Office fédéral de la statistique, Écublens mesure 488 ha. 8,4 % de cette superficie correspond à des surfaces d'habitat ou d'infrastructure, 65,5 % à des surfaces agricoles, 24,0 % à des surfaces boisées et 2,1 % à des surfaces improductives.
Écublens comprend les localités d'Écublens, Eschiens et Villangeaux. Elle est limitrophe d'Auboranges, Montet, Rue ainsi que Jorat-Mézières et Vulliens dans le canton de Vaud.

## Histoire
Écublens fusionne avec les anciennes communes d'Eschiens et Villangeaux en 1969.
Avant la fusion de 2025, le taux d'imposition des personnes physiques est de 88,5 % et la contribution immobilière de 1,5 pour mille.
Le 12 novembre 2023, les habitants de la commune acceptent en votation populaire, à 64,9 %, d'intégrer leur village à la commune de Rue à l'instar d'Auboranges et Chapelle. La fusion sera effective au 1er janvier 2025. 

## Démographie
Selon l'Office fédéral de la statistique, Écublens compte 380 habitants en 2022. Sa densité de population atteint 78 hab./km2.
Le graphique suivant résume l'évolution de la population d'Écublens entre 1850 et 2008 :